# Schweizer Parlamentswahlen 1939/Resultate Nationalratswahlen
Die Nationalratswahlen der 31. Legislaturperiode fanden am 29. Oktober 1939 statt. Auf dieser Seite findet sich eine Übersicht über die Resultate in den Kantonen (Parteien, Stimmen, Wähleranteil, Sitze, Gewählte).